# Monogrammiste

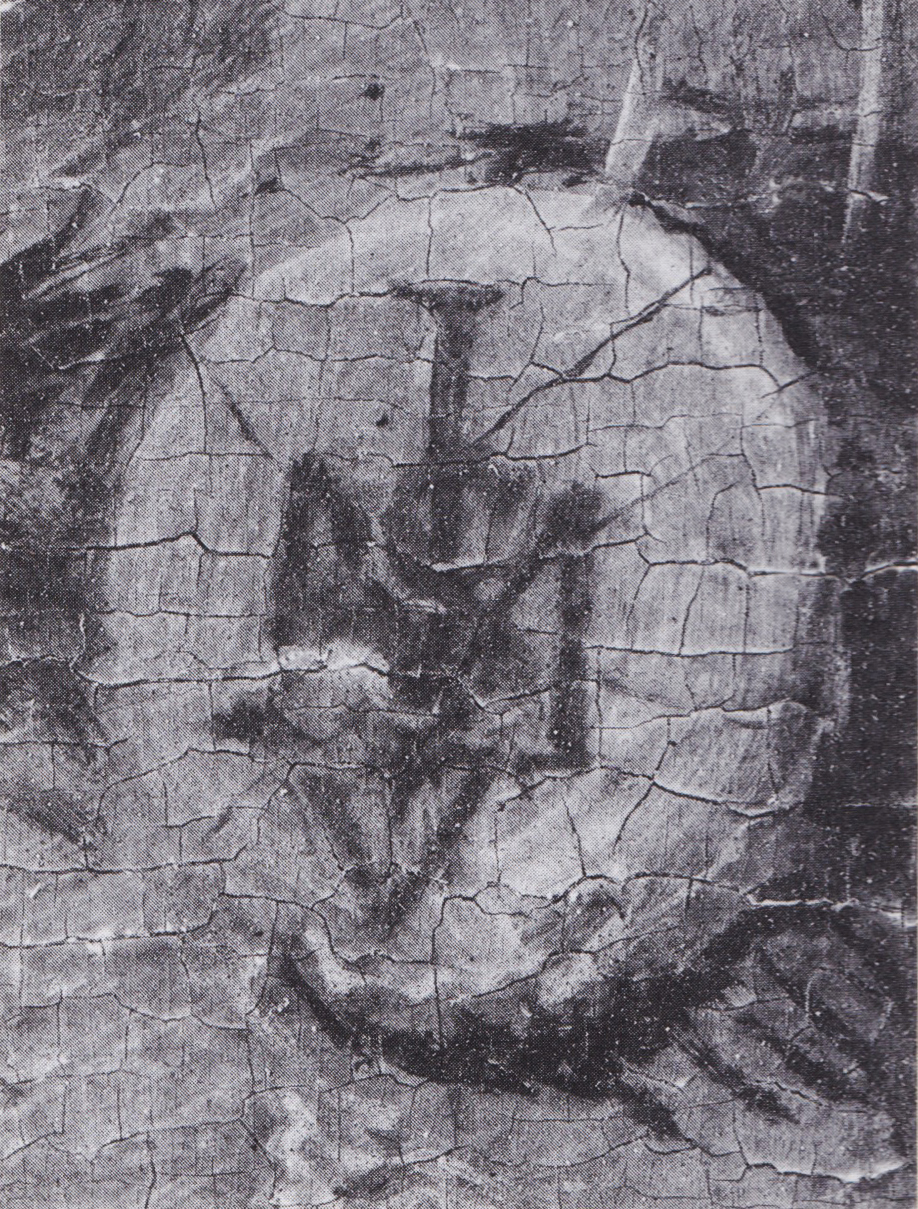
Monogramme du monogrammiste de Brunswick.

Un monogrammiste est un artiste anonyme identifié seulement par l'abréviation ou le monogramme dont il signait ses œuvres.
Voir par exemple :
- Le Maître A, appelé Maître des musiciens de Kassel (de), peintre d'Utrecht de la première moitié du XVIIe siècle
- Le monogrammiste AA, peintre de l'école du Danube
- Le monogrammiste AD (de), graveur allemand
- Le monogrammiste AN, médailleur italien
- Le monogrammiste ANIB
- Le monogrammiste AT (de), autrichien
- Le monogrammiste BB (de), dessinateur actif de 1500 à 1515 à Augsbourg
- Le monogrammiste de Brunswick (1550 -- 1542 ou 1550)
- Le monogrammiste D, XVe siècle
- Le monogrammiste GZ (de), artiste suisse ou allemand
- Le Maître E. S.
- Le Maître HL (de), artiste actif dans le Rhin supérieur de 1511 à 1533
- Le monogrammiste IB, graveur et peintre allemand (vers 1480 - vers 1530)
- Le monogrammiste IP, sculpteur allemand (vers 1490 - après 1530)
- Le monogrammiste IS
- Le monogrammiste PM (probablement Pieter Maes), graveur néerlandais du XVIe siècle actif à Cologne
- Le Maître L. Cz., artiste actif à Bamberg au XVe siècle tardif.
- Le Maître WB (de)